# غرداولاست (مقاطعة فومن)
غرداولاست (بالفارسية: گرداولاست) هي قرية تقع في قسم غوراببس الريفي في إيران. يقدر عدد سكانها بـ 84 نسمة بحسب إحصاء 2016.